# L'âtre
L'âtre er en fransk stumfilm fra 1923 af Robert Boudrioz.

## Medvirkende
- Charles Vanel som Bernard Larade
- Jacques de Féraudy som Jean Larade
- Renée Tandil som Arlette
- Maurice Schutz
- René Donnio